# Alegeri legislative în Mexic, 1997
Duminică, pe data de 6 iulie 1997,au avut loc alegerile legislative în care s-au ales la nivel federal:
- 32 senatori.Membrii ai camerei superioare a Congresului Uniunii,aleși printr-o listă națională votată în 5 districte, în care țara  este împărțită printr-o perioadă extraordinară de 3 ani datorită reformelor de integrare ale Senatului Republicii din 1996.
- 500 deputați federali. Membri ai camerei inferioare a Congresului Uniunii, 300 aleși direct de fiecare district uninominal și 200 aleși indirect printr-un sistem de liste naționale a fiecăruia dintre cele 5 districte în care țara e împărțită, toți pe o perioadă de 3 ani, începând cu 1 septembrie 1997.

## Alegeri legislative
Alegerile legislative din 1997 marchează începutul istoriei moderne a Mexicului, fiind prima dată când Partidul Revoluționar Instituțional pierde majoritatea simplă în Camera Deputaților. Așadar, această Cameră a fost constituită de minorități, PRI fiind prima. Totuși, reprezentantele tuturor partidelor de opoziție(PAN, PRD, PVEM și PT) valorau un respect majoritar pentru PRI. Din această cauză, liderii și coordonatorii PRD și PAN, Porfirio Muñoz Ledo, respectiv Carlos Medina Plascencia au luat controlul Congresului și au instaurat Legislatura LVII, alegându-l pe  Muñoz Ledo președintele Camerei Deputaților. La început, PRI a refuzat acceptarea nominalizatului  Muñoz Ledo, iar liderul parlamentarilor, Arturo Núñez Jiménez a declarat actul ilegal. Într-un final,  PRI a acceptat iar Muñoz Ledo a răspuns discursului stării națiunii a președintelui Ernesto Zedillo.

### Senat

#### Numărul locurilor pe partide politice
| Partid                                | Senatori | %     |
| ------------------------------------- | -------- | ----- |
| Partidul Revoluționar Instituțional   | 77       | 60.15 |
| Partidul Acțiunii Naționale           | 33       | 25.78 |
| Partidul Revoluției Democratice       | 16       | 12.50 |
| Partidul Muncii                       | 1        | 0.78  |
| Partidul Verde Ecologist al Mexicului | 1        | 0.78  |
| Total                                 | 128      | 100.0 |

Sursa: Instituto Federal Electora

## Voturi senatoriale
| Partid                                | Voturi     | %      |
| ------------------------------------- | ---------- | ------ |
| Partidul Revoluționar Instituțional   | 11,279,167 | 38.50  |
| Partidul Acțiunii Naționale           | 7,880,966  | 26,90  |
| Partidul Revoluției Democratice       | 7,569,895  | 25.84  |
| Partidul Verde Ecologist al Mexicului | 1,180,804  | 4.03   |
| Partidul Muncii                       | 745,279    | 2.54   |
| Partidul Cardenist                    | 335,399    | 1.14   |
| Partidul Democrat Mexicam             | 193,340    | 0.66   |
| Partidul Popular Socialist            | 95,719     | 0.33   |
| Niciunul                              | 871,326    |        |
| Total                                 | 30,151,895 | 100.00 |

Sursa: Instituto Federal Electora 1 Arhivat în 19 iulie 2010, la Wayback Machine.

## Camera Deputaților

#### Numărul locurilor pe partide politice
| Partid                                | Deputați | %     |
| ------------------------------------- | -------- | ----- |
| Partidul Revoluționar Instituțional   | 239      | 47.8  |
| Partidul Revoluției Democratice       | 125      | 25    |
| Partidul Acțiunii Naționale           | 121      | 24.2  |
| Partidul Muncii                       | 7        | 1.4   |
| Partidul Verde Ecologist al Mexicului | 6        | 1.2   |
| Total                                 | 500      | 100.0 |

Sursa: Instituto Federal Electora

## Voturile Camerei Deputaților
| Partid                                | Majoritatea relativă | Majoritatea relativă | Reprezentare proporțională | Reprezentare proporțională |
| Partid                                | Voturi               | %                    | Voturi                     | %                          |
| ------------------------------------- | -------------------- | -------------------- | -------------------------- | -------------------------- |
| Partidul Revoluționar Instituțional   | 11,311,963           | 39.11                | 11,445,852                 | 39.11                      |
| Partidul Acțiunii Naționale           | 7,696,797            | 26.61                | 7,792,290                  | 26.63                      |
| Partidul Revoluției Democratice       | 7,436,468            | 25.71                | 7,519,914                  | 25.70                      |
| Partidul Verde Ecologist al Mexicului | 1,105,922            | 3.62                 | 1,116,463                  | 3.82                       |
| Partidul Muncii                       | 749,231              | 2.59                 | 756,436                    | 2.58                       |
| Partidul Cardenist                    | 324,265              | 1.12                 | 327,681                    | 1.12                       |
| Partidul Democrat Mexican             | 191,821              | 0.66                 | 193,990                    | 0.66                       |
| Partidul Popular Socialist            | 97,473               | 0.34                 | 98,391                     | 0.34                       |
| Niciunul                              | 844,762              |                      | 855,227                    |                            |
| Total                                 | 29,771,911           | 100.00               | 30,120,221                 | 100.00                     |

Sursa: Instituto Federal Electoral  Arhivat în 19 iulie 2010, la Wayback Machine.,  Arhivat în 19 iulie 2010, la Wayback Machine..

## Consecințe
Ca o consecință a acestor alegeri, partidele Cardenist, Popular Socialist și Democrat Mexican, și-au pierdut registratura legală și au dispărut, în timp ce Partidul Muncii împreună cu Partidul Verde Ecologist au reușit să consolideze o bază a suportului, care, deși minoritară, a dat o reală forță politică, devenind partide a căror voturi pot ajuta partidele mai puternice în formarea majorității.
De la alegerile Congresului din 1997, niciun partid nu a obținut majoritatea absolută în Camera Deputaților.